# Ямполь (Гомельская область)
Я́мполь (бел. Ямпаль) — деревня в Речицком районе Гомельской области Белоруссии. В составе Заспенского сельсовета.

## География

### Расположение
В 12 км на юг от Речицы и железнодорожной станции в этом городе, в 62 км от Гомеля.

### Гидрография
На востоке и западе — мелиоративные каналы.

### Экология и природа
С востока, севера и запада деревня граничит с лесом.

## Транспортная система
Транспортная связь по просёлочной, а затем по автодороге Калинковичи — Гомель.
В деревне 55 жилых домов (2004 год). Планировка складывается из прямолинейной улицы, с ориентацией с юго-востока на северо-запад. Жилые дома — деревянные, усадебного типа.

## История
Согласно письменным источникам деревня известна с начала XIX века в составе Заспенской волости Речицкого уезда Минской губернии. В 1879 году обозначена в Свиридовичском церковном приходе. В 1897 году в деревне находились школа грамоты и хлебозапасный магазин.
С 8 декабря 1926 года по 30 декабря 1927 года центр Ямпольского сельсовета Речицкого района Речицкого, с 9 июня 1927 года Гомельского округов.
В 1931 году организован колхоз «Ленинский путь», работала кузница. Во время Великой Отечественной войны на фронтах погибли 73 жителя деревни. В 1959 году деревня входила в состав колхоза имени С. М. Кирова с центром в деревне Свиридовичи. Размещалась библиотека.
В 1927—1954 гг. деревня в составе Безуевского сельсовета, в 1954-1959 гг. — в составе Ровенско-Слободского сельсовета.
До 31 октября 2006 года в составе Свиридовичского сельсовета.

## Население

### Численность
2004 год — 55 дворов, 131 житель.

### Динамика
- 1834 год — 17 дворов.
- 1850 год — 18 дворов.
- 1897 год — 55 дворов, 379 жителей (согласно переписи).
- 1908 год — 68 дворов, 482 жителя.
- 1930 год — 86 дворов, 480 жителей.
- 1959 год — 422 жителя (согласно переписи).
- 2004 год — 55 дворов, 131 житель.

## Достопримечательность
- Храм святого апостола Иоанна Богослова[2][3]

#### Памятник, скульптура
- Памятник погибшим землякам

## Известные уроженцы
- Б. В. Павленок — советский партийный и государственный деятель, первый заместитель председателя Государственного комитета СССР по кинематографии (1978—1985), писатель, сценарист.
- Б. В. Павленко — белорусский и русский писатель, журналист